# Junín (Équateur)
Pour les articles homonymes, voir Junín.
Junín est une ville située en Équateur, dans la province de Manabí. Elle est la capitale du canton de Junín.
La population de la ville était de 4 320 habitants au recensement de 2001.